# Щ-121
«Щ-121» — советская дизель-электрическая торпедная подводная лодка времён Второй мировой войны, принадлежит серии V-бис-2 проекта Щ — «Щука». При постройке лодка получила имя «Зубатка».

## История корабля
Лодка была заложена 20 декабря 1933 года на заводе № 194 «им. А. Марти» в Ленинграде под строительным номером 214, в 1934 году доставлена в разобраном виде на завод № 202 «Дальзавод» во Владивостоке для сборки и достройки, спущена на воду 26 августа 1934 года, 30 апреля 1935 года вступила в строй и вошла в состав 6-го дивизиона подводных лодок 3-й Морской Бригады Морских Сил Дальнего Востока.

### Служба
- В июле-сентябре 1936 года совершила длительный поход.
- В годы Второй мировой войны боевых походов не совершала.
- С сентября 1945 года в составе 11-го дивизиона 4-й бригады подводных лодок находилась в Порт-Артурской ВМБ
- 10 июня 1949 года переименована в «С-121». Отнесена к подклассу средних лодок.
- В июле 1949 года участвовала в крупных учениях в Порт-Артуре.
- В 1952—1953 годах использовалась для подготовки китайских экипажей.
- 26 июня 1954 года разоружена, выведена из состава флота для демонтажа оборудования и разделки на металл.
- 1 октября 1954 года расформирована.
- По информации из зарубежных источников после передачи Порт-Артура Китаю С-121 вошла в строй ВМС КНР под номером 301. Дальнейшая судьба корабля неизвестна.

## Командиры лодки
- 1934-… — Н. И. Виноградов
- … — 1936 — … — В. М. Щербатов, капитан первого ранга, награждён орденами Знак Почета, Красной звезды (дважды), Боевого красного знамени.
- … — 9 августа 1945 — февраль 1948 — А. Г. Яйло
- февраль 1948 — … — И. С. Князьков